# Sumberejo (Kerjo)
Sumberejo is een bestuurslaag in het regentschap Karanganyar van de provincie Midden-Java, Indonesië. Sumberejo telt 3183 inwoners (volkstelling 2010).